# Campionati del mondo di ciclismo su pista - Corsa a punti maschile

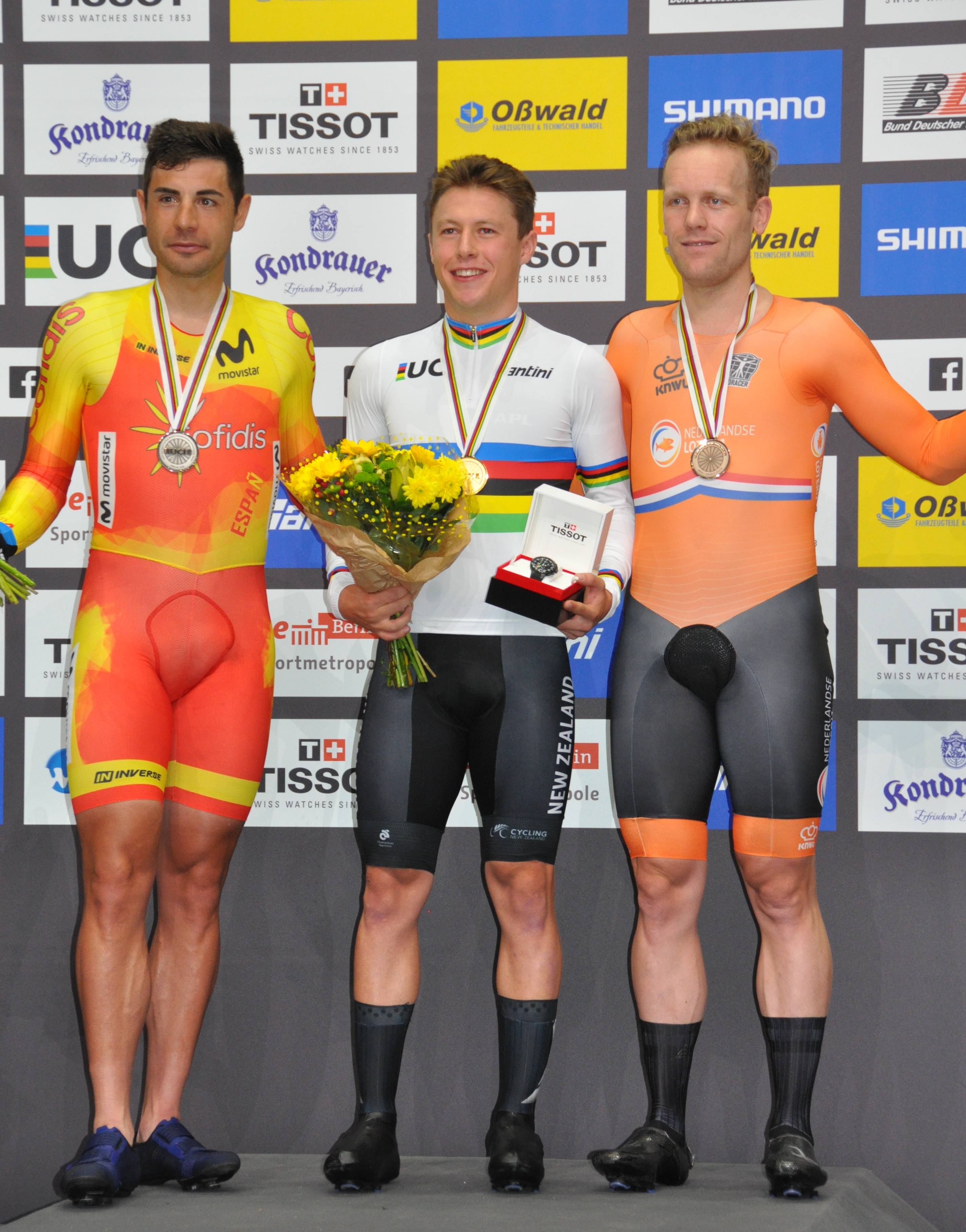
Il podio dell'edizione 2020: da sinistra Sebastián Mora, Corbin Strong, Roy Eefting

La corsa a punti maschile è una delle prove inserite nel programma dei campionati del mondo di ciclismo su pista. Si corre dall'edizione iridata 1980. Inizialmente organizzata separatamente per le categorie dei professionisti e dei dilettanti, dall'edizione 1993, in seguito all'unificazione delle categorie dilettanti e professionisti, si tiene come prova unica open.

## Albo d'oro
Aggiornato all'edizione 2024.
| Anno | Vincitore            | Secondo               | Terzo                 |
| ---- | -------------------- | --------------------- | --------------------- |
| 1980 | Constant Tourné      | Giovanni Mantovani    | Heinz Betz            |
| 1981 | Urs Freuler          | Danny Clark           | Giuseppe Saronni      |
| 1982 | Urs Freuler          | Gary Sutton           | Roman Hermann         |
| 1983 | Urs Freuler          | Guido Bontempi        | Gary Sutton           |
| 1984 | Urs Freuler          | Gary Sutton           | Henry Rinklin         |
| 1985 | Urs Freuler          | Hans Ledermann        | Stefano Allocchio     |
| 1986 | Urs Freuler          | Michel Vaarten        | Stefano Allocchio     |
| 1987 | Urs Freuler          | Anthony Doyle         | Roger Ilegems         |
| 1988 | Daniel Wyder         | Adriano Baffi         | Michael Marcussen     |
| 1989 | Urs Freuler          | Gary Sutton           | Martin Penc           |
| 1990 | Laurent Biondi       | Michael Marcussen     | Danny Clark           |
| 1991 | Vjačeslav Ekimov     | Francis Moreau        | Peter Pieters         |
| 1992 | Bruno Risi           | Jonas Romanovas       | Juan Esteban Curuchet |
| 1993 | Étienne De Wilde     | Éric Magnin           | Vasyl' Jakovlev       |
| 1994 | Bruno Risi           | Jan-Bo Petersen       | Franz Stocher         |
| 1995 | Silvio Martinello    | Remigijus Lupeikis    | Sergej Lavrenenko     |
| 1996 | Joan Llaneras        | Michael Sandstød      | Silvio Martinello     |
| 1997 | Silvio Martinello    | Bruno Risi            | Joan Llaneras         |
| 1998 | Joan Llaneras        | Andreas Kappes        | Silvio Martinello     |
| 1999 | Bruno Risi           | Vasyl' Jakovlev       | Cho Ho-Sung           |
| 2000 | Joan Llaneras        | Matthew Gilmore       | Franz Stocher         |
| 2001 | Bruno Risi           | Juan Esteban Curuchet | Franz Stocher         |
| 2002 | Chris Newton         | Franz Stocher         | Juan Esteban Curuchet |
| 2003 | Franz Stocher        | Joan Llaneras         | Jos Pronk             |
| 2004 | Franck Perque        | Milton Wynants        | Juan Esteban Curuchet |
| 2005 | Volodymyr Rybin      | Ioannis Tamouridis    | Joan Llaneras         |
| 2006 | Peter Schep          | Rafał Ratajczyk       | Vasil' Kiryenka       |
| 2007 | Joan Llaneras        | Iljo Keisse           | Michail Ignat'ev      |
| 2008 | Vasil' Kiryenka      | Christophe Riblon     | Peter Schep           |
| 2009 | Cameron Meyer        | Daniel Kreutzfeldt    | Chris Newton          |
| 2010 | Cameron Meyer        | Peter Schep           | Milan Kadlec          |
| 2011 | Edwin Ávila          | Cameron Meyer         | Morgan Kneisky        |
| 2012 | Cameron Meyer        | Ben Swift             | Kenny De Ketele       |
| 2013 | Simon Yates          | Eloy Teruel           | Kirill Svešnikov      |
| 2014 | Edwin Ávila          | Thomas Scully         | Eloy Teruel           |
| 2015 | Artur Eršov          | Eloy Teruel           | Maximilian Beyer      |
| 2016 | Jonathan Dibben      | Andreas Graf          | Kenny De Ketele       |
| 2017 | Cameron Meyer        | Kenny De Ketele       | Wojciech Pszczolarski |
| 2018 | Cameron Meyer        | Jan-Willem van Schip  | Mark Stewart          |
| 2019 | Jan-Willem van Schip | Sebastián Mora        | Mark Downey           |
| 2020 | Corbin Strong        | Sebastián Mora        | Roy Eefting           |
| 2021 | Benjamin Thomas      | Kenny De Ketele       | Vincent Hoppezak      |
| 2022 | Yoeri Havik          | Roger Kluge           | Fabio Van Den Bossche |
| 2023 | Aaron Gate           | Albert Torres         | Fabio Van Den Bossche |
| 2024 | Sebastián Mora       | Niklas Larsen         | Philip Heijnen        |

## Medagliere
| Pos.   | Nazione        | Oro | Argento | Bronzo | Totale |
| ------ | -------------- | --- | ------- | ------ | ------ |
| 1      | Svizzera       | 13  | 2       | 0      | 15     |
| 2      | Spagna         | 5   | 6       | 3      | 14     |
| 3      | Australia      | 5   | 5       | 2      | 12     |
| 4      | Francia        | 3   | 3       | 1      | 7      |
| 5      | Paesi Bassi    | 3   | 2       | 6      | 11     |
| 6      | Gran Bretagna  | 3   | 2       | 2      | 7      |
| 7      | Belgio         | 2   | 5       | 5      | 12     |
| 8      | Italia         | 2   | 3       | 5      | 10     |
| 9      | Nuova Zelanda  | 2   | 1       | 0      | 3      |
| 10     | Russia         | 2   | 0       | 2      | 4      |
| 11     | Colombia       | 2   | 0       | 0      | 2      |
| 12     | Austria        | 1   | 2       | 3      | 6      |
| 13     | Ucraina        | 1   | 1       | 1      | 3      |
| 14     | Bielorussia    | 1   | 0       | 1      | 2      |
| 15     | Danimarca      | 0   | 5       | 1      | 6      |
| 16     | Germania       | 0   | 2       | 1      | 2      |
| 17     | Lituania       | 0   | 2       | 0      | 2      |
| 18     | Argentina      | 0   | 1       | 3      | 4      |
| 19     | Polonia        | 0   | 1       | 1      | 2      |
| 20     | Uruguay        | 0   | 1       | 0      | 1      |
| 20     | Grecia         | 0   | 1       | 0      | 1      |
| 22     | Germania Ovest | 0   | 0       | 2      | 2      |
| 23     | Cecoslovacchia | 0   | 0       | 1      | 1      |
| 23     | Corea del Sud  | 0   | 0       | 1      | 1      |
| 23     | Irlanda        | 0   | 0       | 1      | 1      |
| 23     | Kazakistan     | 0   | 0       | 1      | 1      |
| 23     | Liechtenstein  | 0   | 0       | 1      | 1      |
| 23     | Rep. Ceca      | 0   | 0       | 1      | 1      |
| Totale | Totale         | 44  | 44      | 44     | 132    |

| Pos. | Atleta               | Oro | Argento | Bronzo | Totale |
| ---- | -------------------- | --- | ------- | ------ | ------ |
| 1    | Urs Freuler          | 8   | 0       | 0      | 8      |
| 2    | Cameron Meyer        | 5   | 1       | 0      | 6      |
| 3    | Joan Llaneras        | 4   | 1       | 2      | 7      |
| 4    | Bruno Risi           | 4   | 1       | 0      | 5      |
| 5    | Silvio Martinello    | 2   | 0       | 2      | 4      |
| 6    | Edwin Ávila          | 2   | 0       | 0      | 2      |
| 7    | Sebastián Mora       | 1   | 2       | 0      | 3      |
| 8    | Franz Stocher        | 1   | 1       | 3      | 5      |
| 9    | Peter Schep          | 1   | 1       | 1      | 3      |
| 10   | Jan-Willem van Schip | 1   | 1       | 0      | 2      |